# Siergiej Osipow (piłkarz)
Siergiej Aleksandrowicz Osipow, ros. Сергей Александрович Осипов (ur. 10 lipca 1978 w Ługie, w obwodzie leningradzkim, Rosyjska FSRR) – rosyjski piłkarz, grający na pozycji pomocnika, a wcześniej napastnika.

## Kariera piłkarska

### Kariera klubowa
Wychowanek Szkoły Piłkarskiej Smiena Sankt Petersburg. Pierwszy trener W.Warłamow. W 1996 rozpoczął karierę piłkarską w drugiej drużynie Zenitu Sankt Petersburg, w 1997 debiutował w pierwszej jedenastce Zenitu. W 2003 przeszedł do Torpeda Moskwa. W 2005 doznał kontuzji kolana i potem do końca sezonu przechodził kurs rehabilitacji. W styczniu 2006 wyjechał do Ukrainy, gdzie podpisał 3-letni kontrakt z Czornomorcem Odessa. Po dwóch latach opuścił odeski klub, a potem zakończył karierę piłkarską.

### Kariera reprezentacyjna
Występował w młodzieżowej reprezentacji Rosji.

## Sukcesy i odznaczenia

### Sukcesy klubowe
- finalista Pucharu Intertoto: 2003
- wicemistrz Rosji: 2003
- brązowy medalista Mistrzostw Rosji: 2001
- brązowy medalista Mistrzostw Ukrainy: 2006
- zdobywca Pucharu Rosji: 1999
- finalista Pucharu Rosji: 2002
- zdobywca Pucharu Rosyjskiej Priemjer-Ligi: 2003